# Sematophyllum cucullatifolium
Sematophyllum cucullatifolium là một loài rêu trong họ Sematophyllaceae. Loài này được (Hampe) Mitt. mô tả khoa học đầu tiên năm 1869.